# テツオナガ
テツオナガ（鉄尾長）は、キンギョの一品種。フナの色が残る個体を指して呼ぶ。

## 概要
主にリュウキンに多く見受けられるが、他の品種でも見受けられており、キャリコ柄の個体の撥ねとして扱われる事が多く、流通する個体は日本では少ない。中国産等ではこれ等の個体を緑、翡翠、瑪瑙と呼ぶ個体として扱い入荷する事がある。
　リュウキンに多く見受けられる理由としてはキャリコリュウキンの交配での段階で短期間で現れる事から多い。幾度も交配を要する個体ではチャキン、セイブンギョのような個体が多く見受けられており、これは最初にキャリコ柄がでたデメキンの遺伝子が影響している。

## 飼育
オランダシシガシラのタイプの個体はメノウオランダ（瑪瑙オランダ）で流通しており、金魚の専門店での購入は可能であり、どのタイプも基本種と同じ考えで飼育ができる。リュウキンのタイプは金魚掬いにいる場合が多く、拘らないのであれば飼育等に関しては問題はない。
　一般にテツオナガは褪色が遅い金魚を指す場合が多く、急にセイブンギョ、チャキンのように途中で褪色する個体がおり、本来の色になる個体がいるので完全に維持している個体は少ない。

## 鑑賞
どのタイプにも言える事であるが、尾、鰭、腹部に黄金色に輝く個体が多くおり、見方によっては緑に見える事があり、フナの本来の色を中国では緑で表す。また、これに刺激された川原やどるは更なる緑に近い個体を求めてミューズを排出した。
　桜井良平の著書である金魚百科には先祖返りをした個体であり、目立たない個体であるが鑑賞には値する事が書かれている。テツギョとの違いはパーツが短く、丸いので判断ができる。